# Denston
Denston is een civil parish in het bestuurlijke gebied Suffolk, in het Engelse graafschap Suffolk met 120 inwoners.